# Gondia (stad)
Gondia (soms ook gespeld als Gondiya) is een nagar panchayat (plaats) in het district Gondia van de Indiase staat Maharashtra. 

## Demografie
Volgens de Indiase volkstelling van 2001 wonen er 120.878 mensen in Gondia, waarvan 51% mannelijk en 49% vrouwelijk is. De plaats heeft een alfabetiseringsgraad van 79%. 